# Dimensions (film)
Dimensions is een film over wiskunde met de nadruk op dimensies in Euclidische meetkunde. De film is beschikbaar onder een Creative Commons-licentie. De film bestaat uit negen hoofdstukken met oplopende moeilijkheidsgraad om toegankelijk te zijn voor allerlei doelgroepen. Enkele onderwerpen zijn de tweede, derde en vierde dimensie, complexe getallen, fractals en stereografische projectie.
De onderwerpen in de film worden besproken door historische bekenden in deze vakgebieden, zoals Ludwig Schläfli, Adrien Douady en Bernhard Riemann. De website van de film geeft een overzicht van de hoofdstukken in verscheidene talen.

## Overzicht
- Hoofdstuk 1 (verteld door Hipparchus)
  - De tweede dimensie, het beschrijven van een punt op de aarde met twee coördinaten (lengte- en breedtegraad) en stereografische projectie.
- Hoofdstuk 2 (Maurits Cornelis Escher)
  - De derde dimensie, hoe tweedimensionale wezens de derde dimensie ervaren (zoals in het werk Flatland van Edwin Abbott Abbott); het hoofdstuk behandelt hiervoor het projecteren van driedimensionale objecten naar twee dimensies.
- Hoofdstuk 3 en 4 (Ludwig Schläfli)
  - Het projecteren van vierdimensionale objecten naar drie dimensies.
- Hoofdstuk 5 en 6 (Adrien Douady)
  - Complexe getallen en transformaties van het vlak en het creëren van fractals.
- Hoofdstuk 7 en 8 (Heinz Hopf)
  - De Hopf-vezeling van Heinz Hopf.
- Hoofdstuk 9 (Bernhard Riemann)
  - Een toegankelijk gebracht bewijs van de volgende stelling:

De stereografische projectie transformeert een cirkel op een  sfeer, die niet door de noordpool gaat, in een cirkel op het raakvlak aan de zuidpool.